# Zsidó vallás
A zsidó vallás (izraelita vallás vagy judaizmus) a világ egyik legősibb vallása, a három fő ábrahámi vallás egyike. Hívei elsősorban a zsidók (zsidóság, zsidó nép) közül kerülnek ki, bár a történelem során más népek is áttértek a judaizmusra (például a kazárok, a krími karaiták, a székely szombatosok). Noha a zsidóság nem térítő vallás, lehetséges az egyéni betérés is, illetve a rituális zsidó örökbefogadásban részesültek is zsidó vallásúak lesznek. Hagyományosan az számít zsidónak, akinek az édesanyja zsidó, illetve az, aki betért.
A valláson belül ma számos mozgalom létezik, amelyek többsége a rabbinikus judaizmusból alakult ki. Ma a legnagyobb zsidó vallási mozgalmak az ortodox judaizmus (haredi és modern ortodox), a konzervatív judaizmus és a reformjudaizmus. Az e csoportok közötti különbség fő forrása a háláchához (zsidó törvényhez) való hozzáállásuk, a rabbinikus hagyomány tekintélye és Izrael államának jelentősége. A judaizmus néhány modern ága, mint például a humanista judaizmus, szekulárisnak vagy nem-teistának tekinthető (azaz az Isten létezésébe vetett hit hiánya jellemzi).
A zsidó vallás híveinek többsége az Amerikai Egyesült Államokban és Izraelben él, de nagyszámú hívő él szerte a világon, bár létszámuk a vallás elterjedtségéhez képest csekélynek mondható, a 2010-es adatok alapján 13,4 millió fő melynek 42%-a Izraelben, 39%-a pedig az Amerikai Egyesült Államokban él.

## A kifejezések használata
A zsidó vallás kifejezés a zsidóság vallását a kezdetektől máig jelöli, míg a szűkebb értelmű judaizmus alatt a Kr. u. 70-ben történt Második Szentély pusztulása utáni adott körülményekhez igazított zsidó vallást értik, amely mind a mai napig jellemző. A mai kor zsidó vallását ezért inkább judaizmus néven szokták emlegetni. A judaizmus és a zsidó vallás megfelelőit ugyanakkor sok nyelvben párhuzamosan is használják (így az angol nyelvű szövegekben: Judaism és Jewish studies).
Az izraelita vallás kifejezés elsősorban a 19. században és a 20. század rendszerváltozásáig volt használatos Magyarországon, amikor a magyarországi zsidóság is izraelitának nevezte önmagát (például Izraelita Magyar Irodalmi Társulat vagy Magyar Izraeliták Országos Képviselete). A magyarországi hívők ma inkább a zsidó szóval definiálják önmagukat és a vallásukat (például Magyarországi Zsidó Hitközségek Szövetsége, Országos Rabbiképző – Zsidó Egyetem, Magyarországi Zsidó Örökség Közalapítvány, Magyar Zsidó Kulturális Egyesület).

## A zsidó vallás története

### Őstörténet
A vallásuk kezdetben egy többistenhívő vallás volt és fokozatosan fejlődött monoteizmussá, amelynek központjában Jahve állt.
A hagyományaik (Biblia) alapján a vallás eredete a Mózes könyveiben olvasható ősatyák, Ábrahám, Izsák és Jákob történetéig nyúlik vissza. A Héber Biblia beszámolója szerint Isten szövetséget kötött az ősatyáikkal, hogy őket és leszármazottaikat választott népévé fogadja, és elvezette majdan az Ígéret földjére. Jákob fiai Egyiptomban telepedtek le, de leszármazottai szolgaságba kerültek, ahol kegyetlenül bántak velük, ezért Isten tíz csapással sújtva az egyiptomiakat, és szétválasztva a Vörös-tengert, kivezette onnan őket (pészah). Ezután a Szináj-hegyen Isten kinyilatkoztatta a tízparancsolatot, majd közölte törvényeit, a Tórát a népének (lásd még: sávuot).

### Izráel
A zsidók – a Héber Biblia alapján – Isten útmutatása szerint megépítették a sátorszentélyt, és segítségével eljutottak Kánaánba is (→ zsidó honfoglalás). Később, Salamon király idejében megépítették jeruzsálemi templomot, a zsidó vallás legszentebb helyét. A zsidó nép több száz éven keresztül mutatott be ezen a helyen áldozatokat Isten tiszteletére. A Szentélyt i. e. 586-ban a babiloniak lerombolták, a zsidó népet pedig száműzetésbe hurcolták hazájukba (→ babiloni fogság), ahonnan csak évtizedekkel később térhetett vissza. Ekkor megépítették a második templomot, amelyet évszázadokkal később, i. sz. 70-ben a rómaiak Jeruzsálemmel együtt leromboltak. Ezzel megkezdődött a gálut, a zsidó nép immáron mintegy kétezer éves száműzetése (lásd még: tisá beáv).

### A zsidó állam pusztulása után
A jeruzsálemi templom lerombolása után a római hatóságok engedélyével alapított jamniai teológiai iskola lett a zsidó vallás hivatalos irányító szervévé. Vezetői, a rabbik a farizeus hagyományokat folytatták  és létrejött a rabbinikus judaizmus.
A száműzetésben az isteni törvények, a háláchá nyújtott útmutatást a zsidóknak világszerte. Ezáltal a történelem során oly sok megpróbáltatást elszenvedő zsidóság egységes nép tudott maradni, és vallási irodalmuk is virágozhatott. A zsidók szellemi vezetői a rabbik lettek. 200 körül Rabbi Jehuda há-Nászi megszerkesztette a Misnát, a szóbeli hagyományokat 6 könyvben összefoglaló művet. Ennek a törvénygyűjteménynek további értelmezését és a zsidó teológiai iskolákban róla folytatott vitákat tartalmazza jegyzőkönyvi formában a Gemára. A kettő együtt alkotja a Talmud című nagy terjedelmű művet amely két változatban: a rövidebb jeruzsálemi és a hosszabb babilóniai verzióban maradt fenn. A babilóniai Talmud lezárása az 500 körüli években történt.
A zsidó világ diaszpóráján belül két nagy csoport alakult ki: 
- az áskenáz – amelyhez főként Kelet- és Közép-Európa zsidósága tartozott,
- a szefárd – amelyet a dél-európai és észak-afrikai zsidó közösségek alkottak.

### Középkor
Az 5. században a súlypontjuk az Újperzsa Birodalomba tevődött át. Itteni központjukat a 11. században a bagdadi kalifa szüntette meg. 
A középkorban igen elterjedt a kabbala,  amelynek hívei a Bibliában és a Talmudban titkos tanításokat, titokzatos, és nem mindenki számára érthető misztikus útmutatásokat kerestek. A kabbalista rabbik készítettek a mózesi könyvekhez egy hatalmas misztikus kommentárt, titkos magyarázatot Zóhár címen.
A kor zsidó filozófiájának legnagyobb alakja Maimonidész (1135–1204) volt.
A zsidók már az ókortól kezdve, de különösen a kora középkorban tömegesen telepedtek az európai államokba. A 11. századtól kezdve a rabbinikus judaizmus súlypontja Európába került.
Miután az arabok meghódították Spanyolországot, a zsidóság szellemi élete és vele irodalma virágzásnak indult az Ibériai-félszigeten, és itt a 15. század végéig teljes szabadságban éltek. A keresztény Európában viszont jogilag és politikailag diszkriminálták őket. Itt külön zsidónegyedekben éltek és gyakorolták vallásukat. A negyed központjában állt a zsinagóga, az istentiszteletnek és a gyermekek vallásos nevelésének központja.
A keresztények Jézus gyilkosait látták bennük, s mivel a zsidók állhatatosan kitartottak ószövetségi hitük mellett, Európa-szerte gyakoriak voltak az üldözések. Megkülönböztető jeleket kellett viselniük, hogy a keresztények már messziről megismerjék őket. Ilyenek lettek pl. az ún. zsidókalap és a zsidóköpeny is. 
A keresztes hadjáratok idején már történt zsidómészárlás, vallásos fanatizmusból, vakbuzgóságból, mivel a katolikus egyház bűnbocsánatot hirdetett a kereszteseknek, hogy ha „hitetlent” tesznek el láb alól.
Elterjedt az a hamis hír is a keresztény világban, hogy a zsidók keresztény gyermekek vérét ontják gyógyítás céljaira; hogy kutakat mérgeznek meg, a miséhez való ostyát gyalázzák meg, ami további indokokat adott az antiszemitizmusnak és az üldözéseknek.
A 14. században erőszakkal igyekeztek keresztény hitre téríteni őket. Ekkor jött létre az ún. marranók csoportja, a színleg katolikus vallásra tért zsidóság rétege. 
A zsidók elleni tömeges gyilkosságok máskor is zajlottak Európában, de a legnagyobb a 15. század végén, az arabok kiűzése után Spanyolországban történt. Tomás de Torquemada domonkos-rendi inkvizítor nevéhez köthetőek azok a vérengzések, amelyek során ezreket öltek meg és további ezreket űztek el. Majd 1492-ben a spanyolok minden meg nem keresztelt zsidót kiűztek az országból. 

### Újkor
A kora újkori reformáció idején nemcsak a katolicizmus, de a lutheránizmus is üldözte őket. Luther eleinte kárhoztatta a zsidók elnyomását, de később támadta őket, és 1543-as, A zsidókról és a hazugságaikról című könyve alapján Németországnak meg kell szabadulnia tőlük.
A 16. században Rabbi Joszéf Káró megalkotta a Sulchán Áruchot, a „Terített Asztal” című törvénykódexet, mely – Rabbi Mose Iszerles kiegészítéseivel – az egész zsidó világ törvénykönyvévé vált.
A kabbalisták hatására lángolt fel a 17. században Sabbatáj Cévi messiási mozgalma, majd a 18. században a haszidizmus.
A 18. századtól kezdve az addig többé-kevésbé egységes zsidóságból különböző irányzatok alakultak ki. Megjelentek a felvilágosodás hatására a haladó szellemiségű reform közösségek és a hagyományos és újító gondolatok közötti középútra törekedő konzervatívok is.

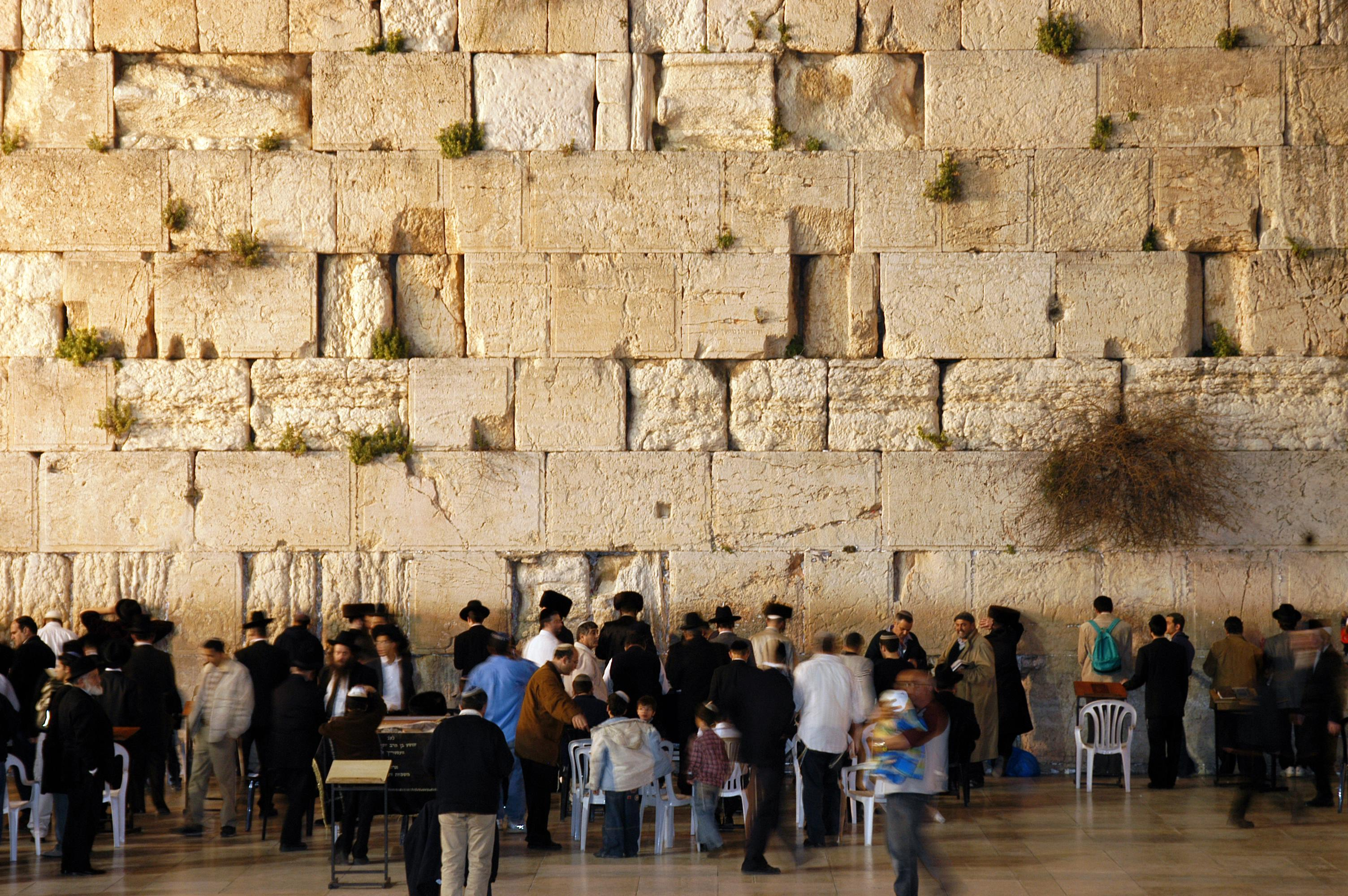
A jeruzsálemi siratófal

Abraham Geiger kezdeményezésére 1844-46 között a reformra hajló rabbik kongresszuson vitatták meg a vallás és istentisztelet korszerűsítésének lehetőségeit. Hirsch Sámson vezetésével a hagyományokat védő rabbik (ortodoxok) éles harcot kezdtek az ún. haladó irányzat (neológok) ellen. (Napjainkban mindkét irányzaton belül többféle árnyalat különböztethető meg.)
1936-ban a nácizmus ellen megalakult a Zsidók Világszövetsége, amely több világkongresszust tartott. A II. világháború után e szövetségben antikommunista és szovjetellenes tendenciák érvényesültek.

## A zsidó vallás alaptanítása
A zsidó vallás alapja az egyistenhit, valamint a Tóra, azaz az isteni törvények megtartása. A Tóra írott és szóbeli részből áll, melyet a hagyomány szerint Isten a Sínai-hegyi kinyilatkoztatáskor adott át Mózesnek, aki továbbadta azt a zsidó népnek. Mózes öt könyve foglalja magában a Tóra írott részét, a Talmud pedig a szóbeli törvények feletti rabbinikus diskurzus, melynek alapján értelmezik és aktualizálják az írott hagyományt. Ennek segítségével a Mózes által átadott Tóra, e már több mint háromezer éves könyv élő szóvá tud válni a világ valamennyi országában azt tanulmányozó hívőknek.
A zsidó vallás az élet minden területére kiterjed. Meghatározza az ember és Isten közötti helyes viselkedést: például az imádkozás módját, az ünnepek és a Sábát – a Szombat – megünneplésének szabályait, tartalmazza az emberek egymás közötti törvényeit, például a gyilkolás, a lopás, vagy a paráznaság tilalmát, és segít a lelki-szellemi épülésben a helyes étkezési, erkölcsi vagy épp házastársi előírásokkal.

## Történelmi irányzatok

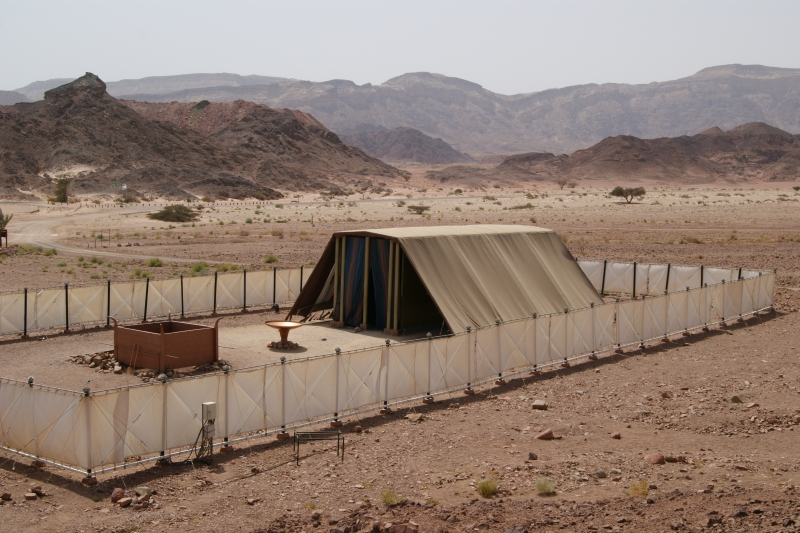
A szent sátor replikája az Eilat közeli Timna Parkban

### Az Ószövetség ideje
- bibliai judaizmus (→ lásd még: szent sátor és léviták)

### Jézus kora

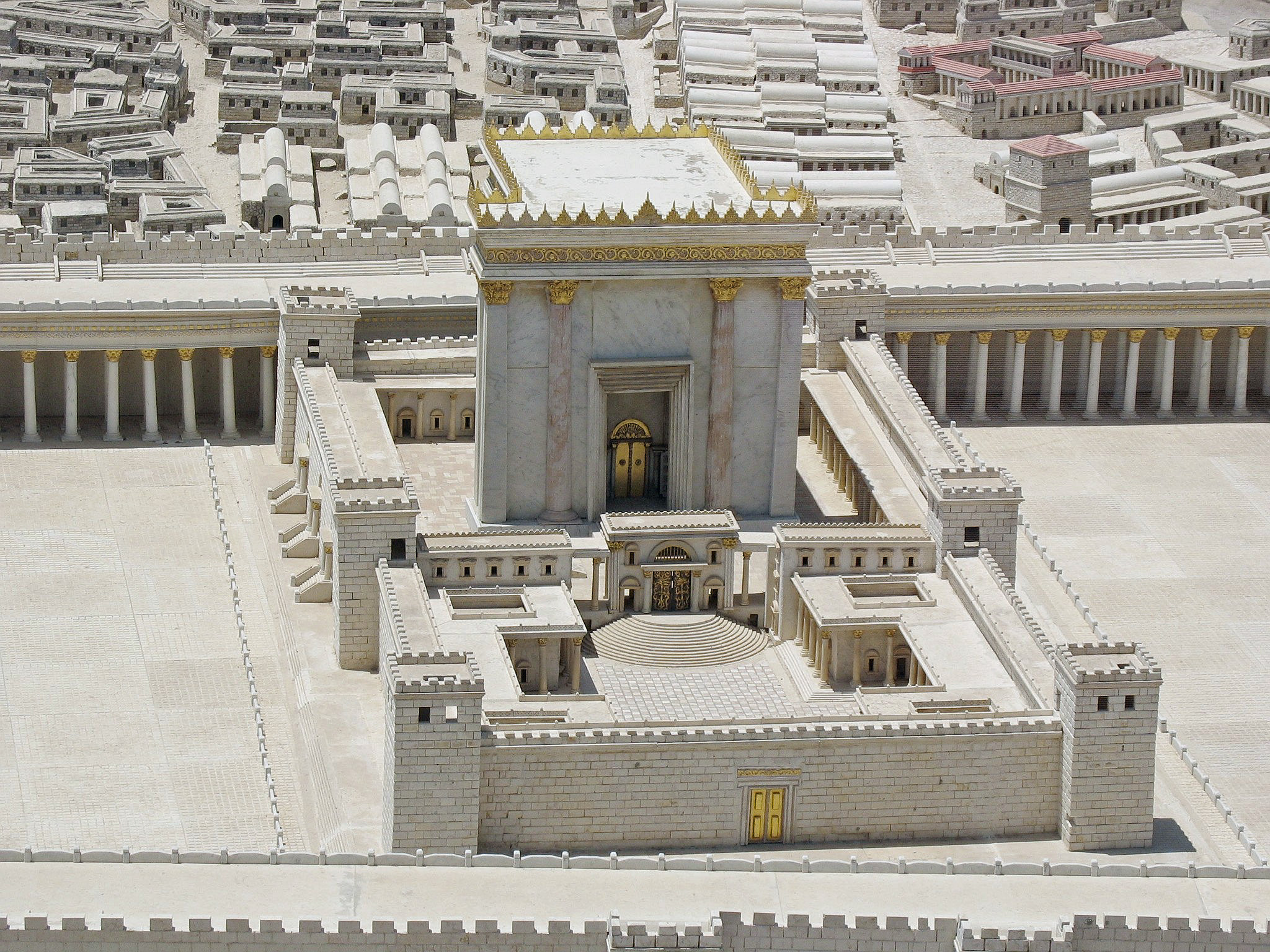
A jeruzsálemi heródesi templom belső részének makettje

- ám há árec – Valójában irányzattól független egyszerű izraelita köznép. A megnevezést (paraszt, tudatlan jelentéssel) a farizeusok adták nekik.
- farizeusok – A farizeus zsidóságot a Második Templom idején az egyik vezető vallási elit (ugyanakkor nem társadalmi elit) alkotta. Szemléletük lényege a parancsok precíz betartása, algoritmikus jellegű értelmezése. A Templom pusztulása utáni időkben kialakuló rabbinista zsidóság előfutárai. Elfogadták a teljes Ószövetséget, mereven ragaszkodtak az írott és ekkor még szóbeli hagyományaikhoz (később utóbbiból alakul ki a Talmud). Kiterjedt zsinagógarendszerük volt már Jézus korában is (míg a szadduceusok a jeruzsálemi templom köré csoportosuló elit voltak, ők már ekkor nagy hangsúlyt fektettek a zsinagógákra), míg a szadduceusok a főpapok és a papság köré csoportosultak, a farizeusoknál már ekkor a zsinagógában folyó tanulás, a vezető írástudók, rabbik (tanítók) játszottak fontos szerepet. Mivel elfogadták a teljes Ószövetséget, várták a Messiást is és hittek a feltámadásban (Jézust azonban nem ismerték el Messiásnak). Konkrét tanaik a Biblia szerint sem álltak olyan szöges ellentétben a korai keresztényekével, mint például a szadduceusoké – Jézus inkább a magatartásukat kritizálja (melyet az Újszövetség képmutatónak tart).
- esszénusok – Az újszövetségi időkben a pusztában, a társadalmon kívül élő szekta volt. Egyes feltételezések szerint Jézus is közéjük tartozott, vagy legalábbis kapcsolatban állt velük. A Holt-tengeri tekercsek is tőlük származnak. Népszerű, ám tudományosan megalapozatlan elmélet, hogy Keresztelő János esszénus volt.
- szadduceusok – A gazdag papi réteget alkották, jórészük hellenizált zsidó volt. A cádokita főpapok mindenike szadduceus volt, egészen Jásonig, aki helyett aztán Meneláosz lesz a főpap, ezzel megszakad egy időre a szadduceus főpapok sora, ám a szadduceusok továbbra is a templom körül tevékenykednek. Később a Boteosz főpapok idején újra vezető szerephez jutnak (föltehetően a Boteoszok maguk is a szadduceusok leontopoliszi ágához tartoztak). A bibliai Kajafás főpap is szadduceus volt. A szadduceusok csak a Tórát (Mózes öt könyvét) fogadták el az Ószövetségből, ezért nem hittek sem a feltámadásban, sem a túlvilágban, és nem vártak Messiást sem (a Messiásra vonatkozó jövendölések ugyanis zömmel Ézsaiás (Izajás) és Jeremiás könyvében találhatók). Nem támogatták a nemzeti mozgalmakat, kiegyeztek a mindenkori hatalommal. A Tóra értelmezésében a legegyszerűbb, szó szerinti értelmezést vallották (pl. a „szemet szemért” elvet úgy értelmezték, hogy ha valaki kiüti valaki más szemét, akkor az illető szemét is ki kell ütni - míg a farizeusok ezt az értelmezést kegyetlennek tartották, és ilyen esetekre börtön- vagy pénzbüntetést javasoltak).
- zelóták – a Jézus születése körüli időkben alakult zsidó párt. Az Apostolok cselekedeteiben (5,37) említett galileai Júdás vezette őket. A mózesi törvényhez szigorúan ragaszkodó, de erősen politikai színezetű közösség a farizeusok apolitikus passzivitásával szemben a fegyveres harcot hirdette. A nevük is utal erre a politikai „türelmetlenségre”. Mint „türelmetlenek”, „buzgók” nem isten akaratából és kizárólagos, tetszés szerinti cselekvésétől várták a messiási földi uralom megvalósítását. Jézus tanítványai között is akadt ennek a mozgalomnak követője, Simon apostol. A zelóták részt vettek a zsidó háborúban is.
- Heródespártiak – azok az emberek, akik a Heródes-királyok és a rómaiak palesztinai uralmát támogatták. (Mt 22,16, Mk 3,6; 12,13)

### 2 – 18. század
- Rabbinikus judaizmus – A judaizmus fő irányzata

A Bar Kokhba veresége és az azt követő római uralom elleni zsidó ellenállás összeomlása után (135–136) a politikailag mérsékelt rabbinikus elemek maradtak az egyetlen összetartó csoport a zsidó társadalomban. A Johanán ben Zakáj hittudós és köre a Templomba való zarándoklat és az áldozat helyett a Szentírás tanulmányozását, az imádság és a kegyesség gyakorlását tette, ezzel megszüntetve a központi szentély szükségét Jeruzsálemben, és a zsidóságot olyan vallássá tette, amelyet hívei bárhol képesek gyakorolni.
A rabbinikus judaizmus a farizeus zsidóságban gyökerezik, és azon a meggyőződésen alapul, hogy Mózes a Sínai-hegyen két Tant kapott Istentől; az egyik az „Írott Tan” (Torá söbichtáv), a másik a „Szóbeli Tan” (Torá söbáál pe). Az írott Tan maga a Tóra (a Pentateuchus), a szóbeli Tan képviseli azokat a törvényeket, rendeléseket és értelmezéseket, amelyeket nem rögzítették a Tórába, magyarázatai szájról szájra terjedtek.

## Mai zsidó irányzatok

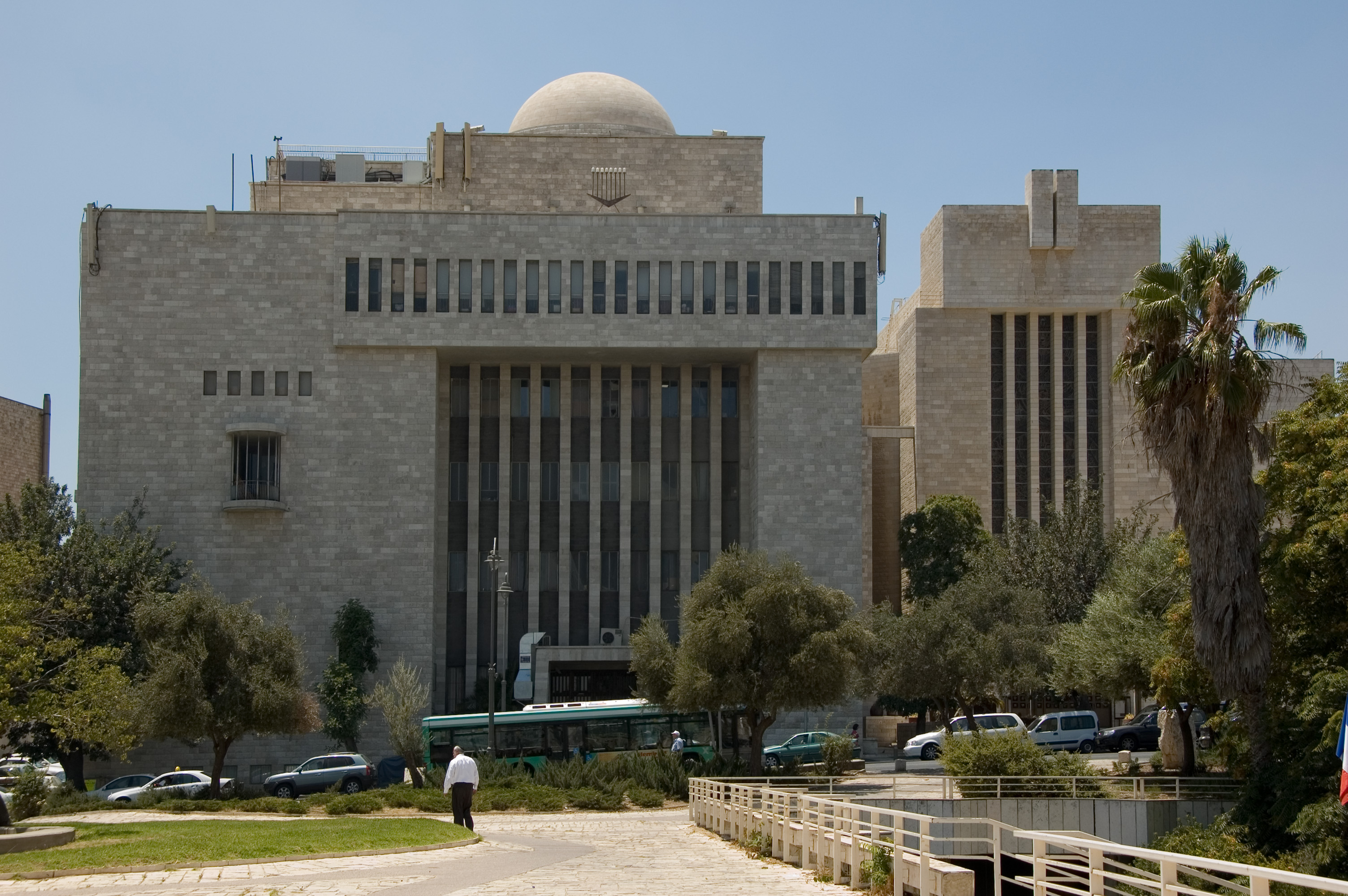
A jeruzsálemi Nagy Zsinagóga

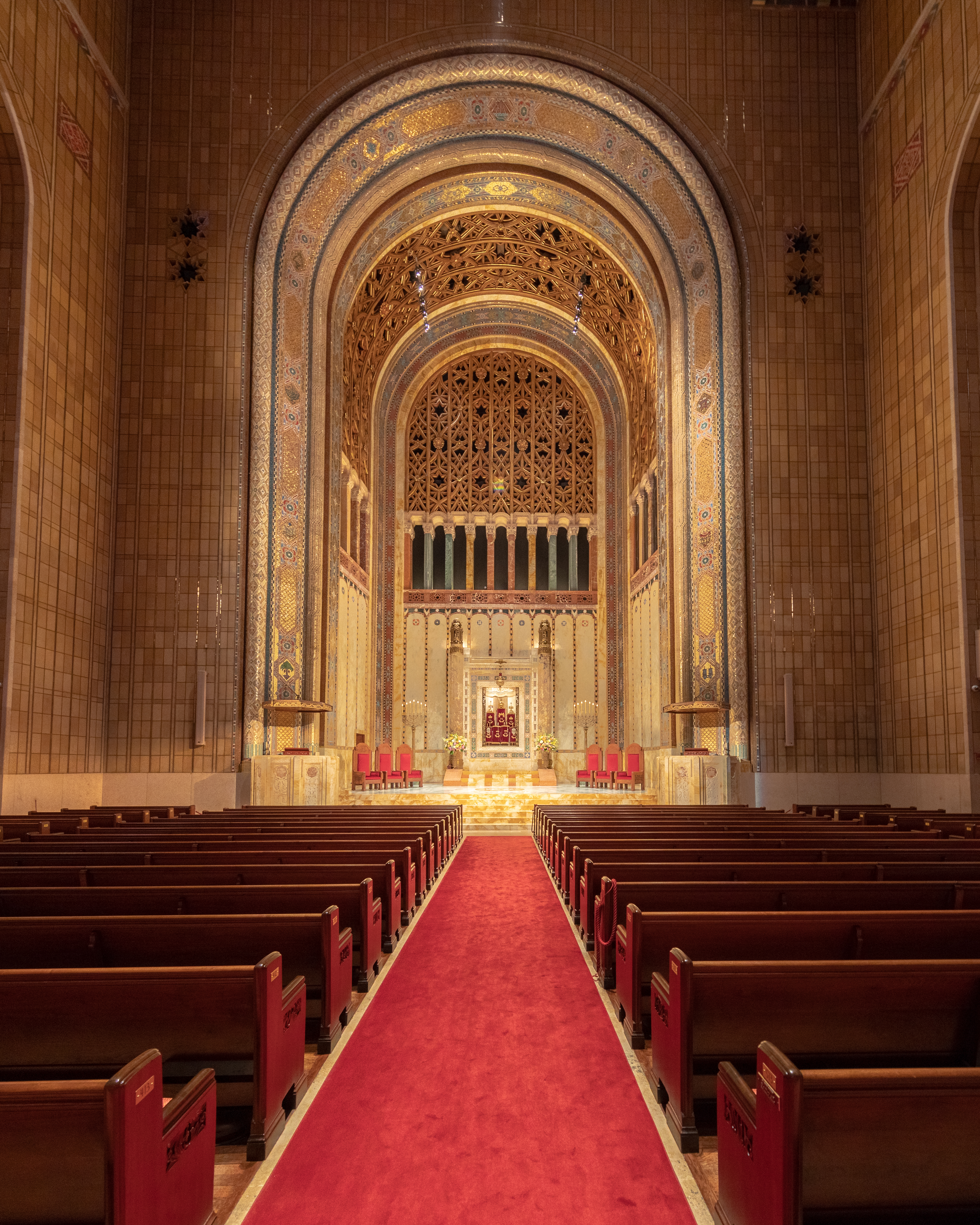
New York-i reformzsidó épület belseje

### A fő irányzatok
Napjainkban a főbb zsidó irányzatok:
- Ortodox judaizmus
  - Ultraortodox (haredi (wd))
    - Hászidok

  - Új-ortodox (modern vagy neo-ortodox)
- Reformjudaizmus (liberális vagy progresszív judaizmus)
- Konzervatív judaizmus

### Kisebb csoportok
Kisebb vallási áramlatok:
- Rekonstrukciós judaizmus
- Zsidó megújulás

Világi áramlatok:
- Humanista judaizmus (wd)

### Részletesebben

#### Ortodoxia

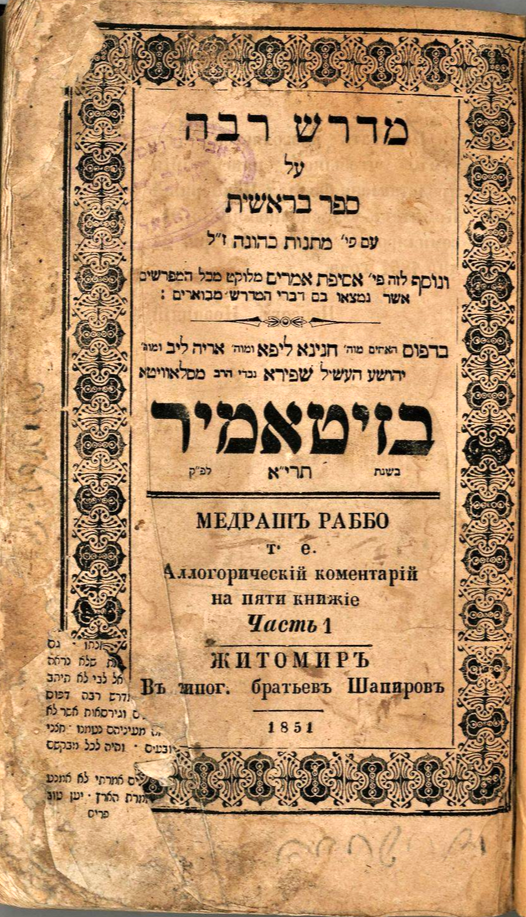
Midrash Rabba - Kijev, 1851

Az ortodoxok a rabbinikus judaizmus követői, akik az örök zsidó hit egyedüli igaz letéteményeseinek tekintik magukat.
Az ortodoxia a zsidó vallás szigorúan törvénytisztelő útja. Hívei a hiteles zsidóság egyedüli képviselőinek tekintik magukat. Életük célja a micvák – azaz az isteni parancsolatok – megtartása, melyek végső formája a 16. században írt Sulchán Áruch – „Terített Asztal” – című törvénygyűjteményben van lefektetve.
A modern ortodoxia kialakulása válaszképpen jött létre a 19. századi reformok bevezetésére, melyek az addig többé-kevésbé egységes zsidóságban láttak napvilágot a felvilágosodás hatására. Az újításokkal szemben állást foglalók nevezték magukat ortodoxnak. Ez az irányzat a Mózes által a zsidó népnek átadott Tórát örökérvényűnek, megváltoztathatatlannak tartja, melyben Isten egyszer és végérvényesen kinyilatkoztatta akaratát, így abban semmilyen módosítást, attól semmiféle eltérést nem engedélyez.
Az ortodox zsidók a Tóra összes törvényét szigorúan megtartják, életük minden mozzanatát e szabályoknak vetik alá. Szellemi vezetőik a rabbik, akiket nagy tisztelet övez. Szigorú törvénytisztelő életmódjuk mellett az ortodox zsidók a hétköznapi világban élve minden olyan modern dolgot elfogadnak és beültetnek életükbe, amelyek nincsenek ellentétben a Tóra törvényeivel és szellemiségével. Idejük nagy részében Isten törvényeinek tanulmányozására törekednek, legnagyobb értéknek az Istennek tetsző életmódot és az ehhez nélkülözhetetlen tanulást tartják. Nagy hangsúlyt fektetnek a Talmud minél mélyebb tanulmányozására, melyben a legnagyobb ókori és középkori rabbik gondolatai, örök útmutatóként szolgálnak minden egyes nemzedékük számára.

##### Ultraortodox

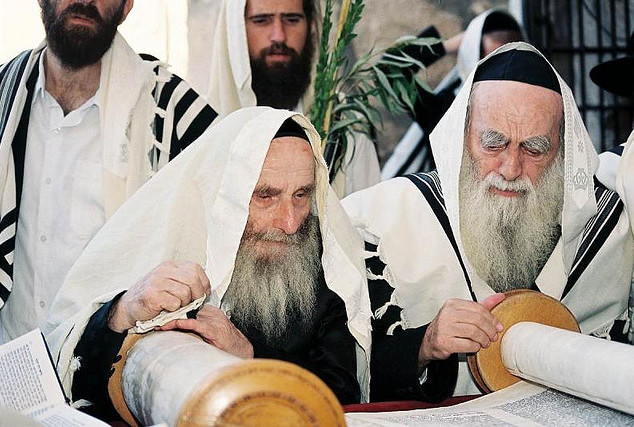
Haredi zsidó férfiak a Tórával

Az ultraortodoxok a vallási hagyományok legfanatikusabb követői. Ma is következetesen elszigetelődnek a világtól. Míg a judaizmus reform, ortodox és konzervatív ágai többé-kevésbé elfogadják a cionizmus eszméit, Izrael állam létét, és alkalmazkodni próbálnak a korhoz és a környezethez, az ultraortodoxok elzárkóznak környezetüktől, és tagadják a zsidó állam létjogosultságát. Szerintük a cionisták nem tekinthetők igazán zsidóknak, mert megalapították Izrael államot. Ennek a Messiás eljövetele előtt nem lett volna szabad megtörténnie. Izraelben élő szélsőséges követőik tüntetnek a kormány ellen, és támogatják a palesztin ellenállási mozgalmat, abban bízva, hogy ezáltal elősegítik Izrael állam megszűnését. Nem mindegyik ultraortodox csoport vall azonban ilyen szélsőséges nézeteket. Mindegyiknél közös viszont a Törvény betartásához való fanatikus ragaszkodás. Jellegzetes öltözetet viselnek (a férfiak fekete kaftánt és fekete kalapot hordanak). Csak kóser ételeket és italokat fogyasztanak. Péntek estétől szombat naplementig nem dolgoznak, nem utaznak. Az ultraortodoxok egyik ágazatát képezik a haszidizmus mai követői. 
Hászidok

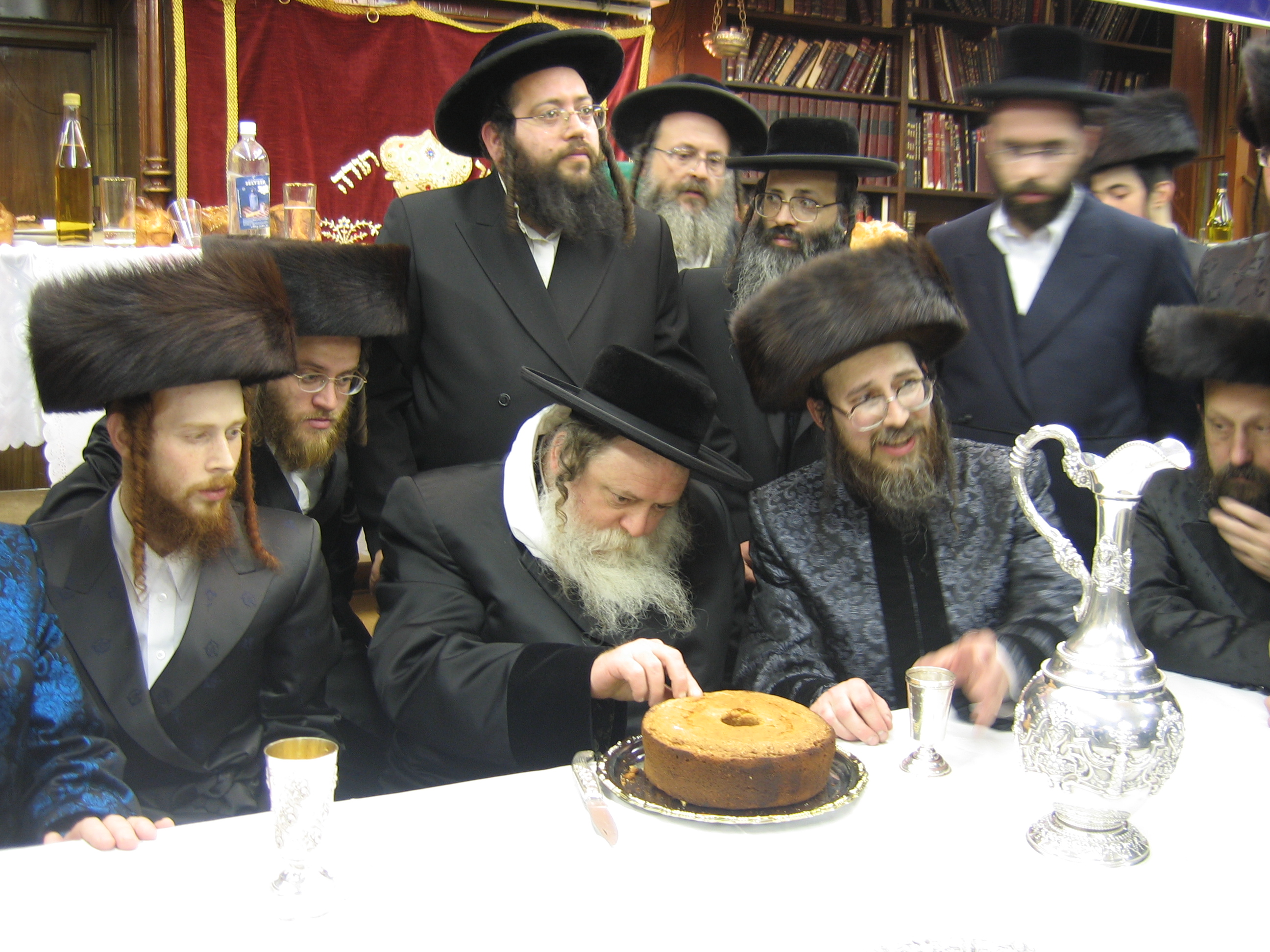
Haszidok jellegzetes viseletben

A haszidizmus az ultraortodox irányzat egy csoportja. Megalapítása Jiszráél Baál Sém Tov nevéhez fűződik. A hászidok úgy tartják, hogy vezetőik (rebbék) olyan spirituális hatalommal rendelkeznek, amely felülmúlja a rabbikét.
A 18. században élt lengyel csodarabbi, korában éles szakadékot tapasztalt a tanult, gazdagabb zsidók és az egyszerű, szegény sorban élő, tanulatlan zsidók között. Tanításában a jámbor, örömmel teli, istenszerető életmódot hirdette, mely nem az örökös tanulásból áll, hanem az örömmel végzett istenszolgálatból fakad, mellyel bárki közeledhet Istenhez. A zene, a tánc, az éneklés és a közös ünnepségek meghatározóak a haszid közösségekben. A legnagyobb hangsúlyt a kávánára, a micvák – azaz a parancsolatok – teljesítésének lelki aspektusára helyezik. Vallási révületeikben Istennel való misztikus egységre törekszenek, mely a haszidizmus kialakulásának korában éles ellenreakciókat váltott ki a mitnágdimok – a haszidizmust ellenzők – körében. Mára a haszidizmus a többi ortodox felekezettel együtt küzd a zsidóságot veszélyeztető újítások ellen.
A haszidok szélsőségesen ragaszkodnak a vallás minden parancsolatához, fokozottan ügyelve a külsőségek megtartására is. Rendszerint elkülönülve élnek, féltve őrizve identitásukat minden külső behatástól. Könnyen felismerhetők jellegzetes viseletükről, mellyel a hagyományhoz való szigorú ragaszkodásukat fejezik ki.
Egy-egy haszid csoport vezetőjét cádiknak („igaz ember”), vagy rebbének hívják. A hívek különösen nagy tisztelettel és rajongással viseltetnek rebbéjük iránt, minden jelentős kérdésben kikérik véleményét és áldását. Istenhez fűződő speciális kapcsolatában hisznek, melyet jámbor, vallásos élete és felmenői érdemeként nyert el. Ugyanakkor a haszidok is – csak úgy, mint a többi zsidó felekezet – úgy tartják, hogy minden zsidónak egyénileg kell Istenhez eljutnia, az Ő parancsolatainak megtartásával. Rebbéjük tehát nem közvetítő Isten és köztük, csupán legnagyobb követendő példájuk. A haszidok életében nagy hangsúlyt kap a Kabbala, a zsidó misztika tanulmányozása, valamint annak a mindennapi életbe való beültetése.

#### Konzervativizmus

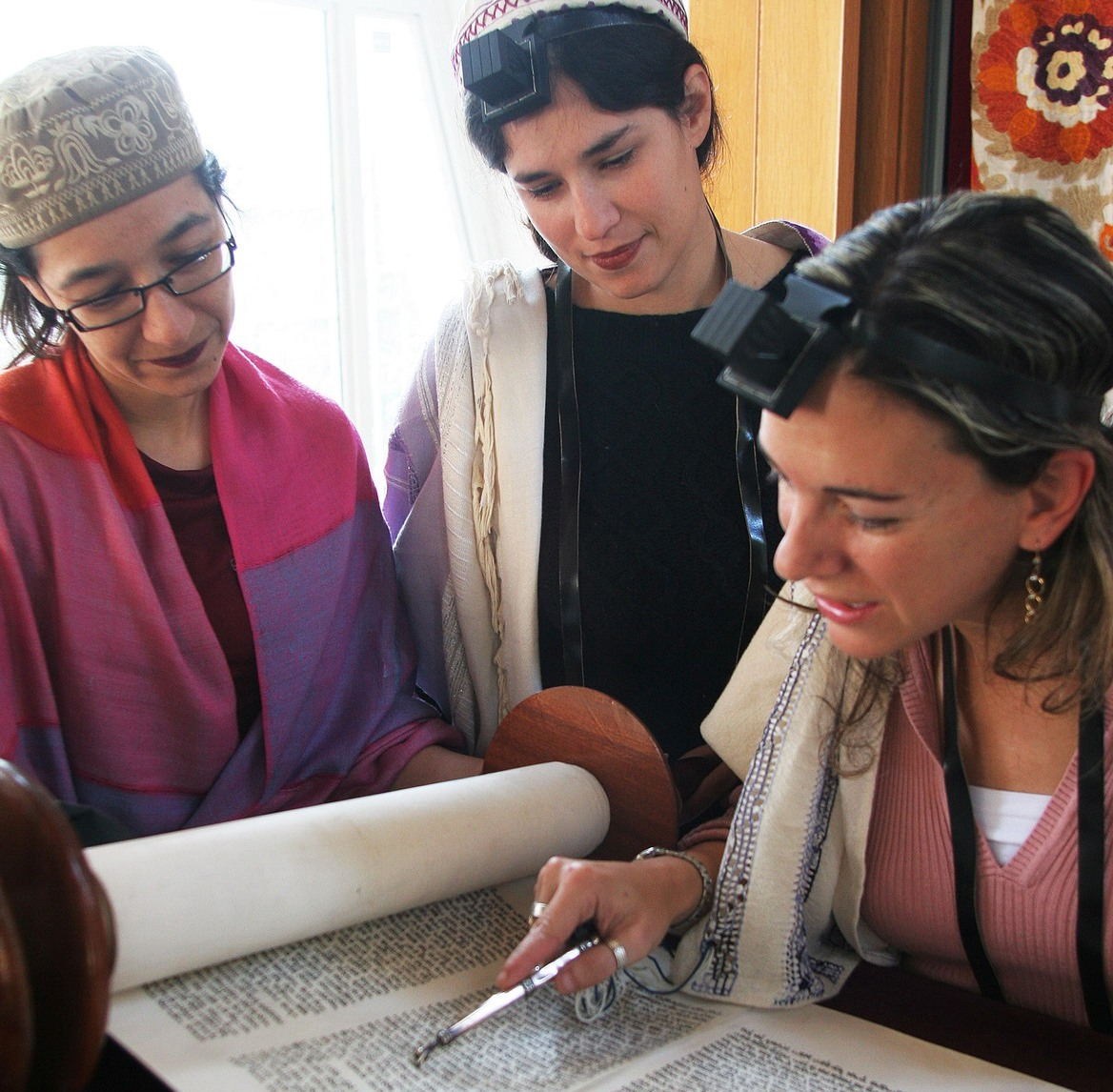
Konzervatív női rabbik

A konzervatív judaizmus az ortodox és a reform irányzatok között helyezkedik el. 
A hagyományokhoz való ragaszkodás fontosságát hangsúlyozza, ugyanakkor az új körülményekhez való alkalmazkodást is létjogosultnak tartja. Az Egyesült Államokban Solomon Schechter dolgozta ki doktrínáit a 19. század végén. Célul tűzte ki a rabbinikus hagyományokhoz való ragaszkodást, de módosította az imagyakorlatot. Ezt követően a Jewish Theological Seminary (Zsidó Teológiai Szeminárium) vált a mozgalom központjává. A konzervatív zsidóságot az Egyesült Államokon kívül Mászorti (~héber „hagyományos”) zsidóság néven ismerik.
A konzervatív zsidóságot két különböző csoport formálta, az egyik csoportot a korábbi reform zsidókból, a mozgalomnak a zsidó törvények elutasítása miatt elidegenített része alkotta, míg a másikat a korábbi ortodox zsidóságból, az un. „szóbeli törvények” elutasítása miatt kiváltak alkották. Ezek a szóbeli törvények jelentik Istennek a Szináj-hegyen (Sínai-hegy) adott törvényei és a Sulchán Áruch közötti folytonosságot, és ezeknek, a zsidó szövegek és történelem kritikus tanulmányozása kedvéért való elutasítása sokak számára megengedhetetlennek tűnt, és az ortodoxok elhatárolták magukat azoktól. A konzervatív zsidók szerint zsidónak lenni egyszerre jelent a zsidó nemzethez és a zsidó valláshoz való tartozást és hittudósaik a Talmud bölcseivel, az ámorákkal értenek egyet, akik a zsidó törvények értelmezéséről és újraértelmezéséről folyó nyilvános vitákat támogattak.
A konzervatív irányzat úgy véli, a hagyományokhoz való ragaszkodás és az adott körülményekhez való alkalmazkodás, a zsidó vallásban mindig egyidejűleg volt jelen. Ez a szemlélet segítette fennmaradásában több ezer éven keresztül, ezért ezt tartják követendő útnak a mai korban is. Ily módon a konzervatív judaizmus is a háláchán – a zsidó törvényeken – alapszik, de rugalmasabban viszonyul a hagyományokhoz. Csoportjaik eltérő módon ítélik meg a törvény egyes tilalmait és az istentiszteleti modernizáció kérdését. Sokszor egymástól igen eltérő vallási gyakorlatot folytatnak.

#### Reformjudaizmus
A reformjudaizmus – akiket sok helyen haladó- (progresszív), Angliában pedig liberális zsidóság néven ismernek – a 18. századi felvilágosodás hatására jelent meg, elsőként Németországban, majd fokozatosan teret hódított világszerte. Racionális irányzat, mely a zsidó identitást megőrizve kíván modern, felvilágosult életet élni. A vallás szokásait a modern világhoz kívánja igazítani, mely sok esetben az eredeti szabályoktól való elfordulást eredményezi.
A zsidó felvilágosodás – hászkálá – egyik legnagyobb alakja Moses Mendelssohn német filozófus volt. Az ő halálát követően a 19. század elején indult útjára a reformmozgalom, melynek első szószólója Abraham Geiger frankfurti rabbi volt. Eredetileg egy vallási-teológiai mozgalom volt faji- és kulturális elemek nélkül és lényege a Tóra előírásainak és tiltásainak a próféták erkölcsi elhivatottságának hangsúlyozása érdekében való elutasítása volt. Ennek keretében megreformálták a szertartásokat és a zsinagógai istentiszteletet, lerövidítették a liturgiát, a héber helyett nemzeti nyelven imádkoztak és megszüntették a nemek elkülönítését. Enyhítettek a vallási előírásokon, sok helyütt végül teljesen el is vetették néhányukat: például a táplálkozási előírásokat, a kásrutot.
A reform judaizmus lehetővé teszi hívei számára, hogy válasszanak, mit szeretnének megtartani a zsidó hagyományból. Nem annyira a rítusokra, sokkal inkább az etikai törvényekre helyezi a hangsúlyt. A kinyilatkoztatást be nem fejezett folyamatnak tekinti. Úgy véli, a folyamatosan megújuló világban a zsidóságnak is mindig meg kell újulnia, állandó fejlődésben kell lennie, és mindig az értelemre alapozva kell az adott korban meghatároznia önmagát. Az erkölcsi előírások fontosságát tartja szem előtt és egyenrangú félként tekint minden emberre. Ma egyre több reform gyülekezet tér vissza a héber nyelvű istentiszteletre és egyre több törvényt igyekszik újra megtartani.
80-as években létrejött itthon is egy kisebb közösség, akikben felmerült az igény a reform judaizmus iránt. E maroknyi baráti közösség számára 1989-ben a londoni Leo Baeck College Progresszív Rabbiképző tanfolyamot szervezett. Csoportjuk 1992 októbere óta Szim Salom néven egyesületi, majd ezzel párhuzamosan hitközségi formában működik, hivatalosan bejegyzett szervezetként. Egyik alapító tagjuk, Kelemen Katalin később a Leo Baeck College-ben rabbinikus tanulmányokat folytatott. 1998-ban avatták rabbivá, Magyarország első női rabbija, azóta a Szim Salom Progresszív Zsidó Hitközségben látja el tisztségét.
Azóta alakult egy második magyar reform közösség is Bét Orim névvel 2006-ban. Az egykori magyar zsidó progresszió hagyományait követve szeretné újraéleszteni a múlt század elején már prosperáló, modern vallási életet. 2007-ben a Fővárosi Bíróság bejegyezte a Bét Orim Reform Zsidó Hitközséget a magyarországi egyházak nyilvántartásába.

#### Rekonstrukcionizmus
A rekonstrukcionista a judaizmus határozottan progresszív áramlata. A mozgalmat 1930 körül alapította Mordecai Kaplan amerikai rabbi. A világ zsidóságának kevesebb mint 1% -a tartozik hozzá, többnyire az Egyesült Államokban.
Hasonlóan a reform mozgalomhoz – a nők teljes egyenjogúságát hirdeti, míg a szigorúbban törvénytisztelő formái az ortodoxiához állnak közelebb.

#### Egyéb irányzatok

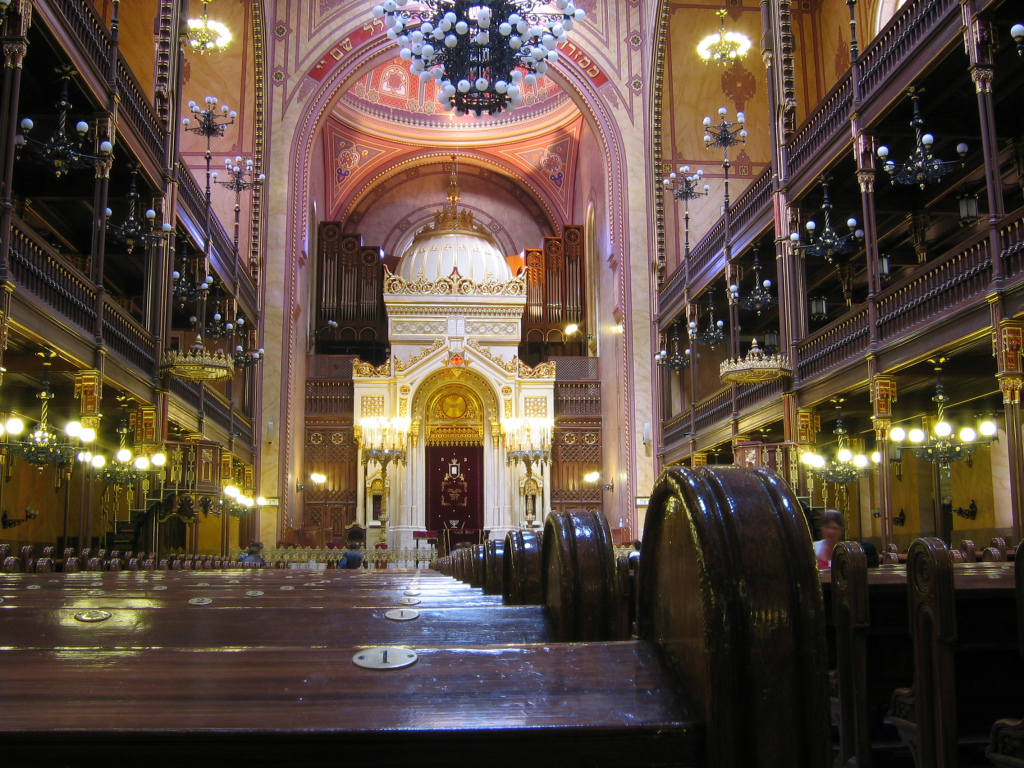
A Dohány utcai zsinagóga

A neológia a zsidó újító mozgalmaknak speciálisan magyar ága. Történelmi kialakulása az Osztrák–Magyar Monarchiában születő reformista irányzathoz kötődik, később azonban visszakanyarodott a zsidóság hagyományőrzőbb, konzervatívabb formáihoz. A magyarországi neológiát – azaz a zsidó vallás megújult formáját – a teljes körű emancipáció vágya keltette életre.
A magyarországi zsidóktól, ahhoz, hogy a 19. század második felében országukban egyenrangú polgárokká válhassanak, elvárták, hogy vallási szokásaikon enyhítsenek és közeledjenek a befogadó nép alapvetően keresztény kultúrájához. A neológ rabbik ezért a két vallás etikai hasonlóságra helyezték a hangsúlyt és olyan zsinagógai újításokat vezettek be, mely a keresztény templomokéhoz volt hasonlatos. (Volt, ahol ez súrlódásokhoz vezetett a közösségen belül, pl. a miskolci Kazinczy utcai zsinagóga építésekor.) Azokat a vallási előírásokat pedig, melyek a zsidó nép másoktól való elkülönülését eredményezték, fokozatosan csökkentették.
Mindezen folyamatok eltérően mentek végbe a különböző neológ közösségekben. Voltak olyan közösségek, amelyek továbbra is megtartották a törvényeket, csupán az öltözködési, nyelvi és imádkozási szokásokban vezettek be újításokat, más közösségek viszont teljesen reform arculatot vettek fel. A II. világháború után azonban új helyzet adódott. A Magyarországon maradt zsidóság túlnyomó többsége formailag a neológ hitközséghez tartozott, ám a hívek a Holokauszt szörnyűségei és a kommunista éra miatt csaknem teljesen eltávolodtak a hitélettől.
A mai korban a magyarországi neológia a legszélesebb körű zsidó intézmény Magyarországon és középúton helyezkedik el a konzervatív és az ortodox irányzatok között. A vallási előírások és ünnepek hagyományos megtartását, valamint a tanulást szorgalmazza, mellyel reméli, hogy a zsidóság ismét visszatalál eredeti gyökereihez, és a magyarságba integrálódva is szilárd zsidó identitással rendelkezhet.
További irányzatok:
- karaita judaizmus
- szamaritánusok (zsidóságuk vitatott!)

## A zsidó vallás teológiája és filozófiája

A hétágú gyertyatartó (Menóra) a zsidóság ősi szimbóluma, melyet a Jeruzsálemi Szentélyben használtak.

A zsidó irányzatok teológiája Maimonidész 13 hitelvének különböző mélységű elfogadásán alapul.
Az ortodox zsidóság hite szerint az Örökkévaló az egyetlen, személyes Mindenható Isten, a Teremtő, a leghatalmasabb, mindenkor jelenlévő, mindent ismerő forma nélküli, anyag nélküli lélek. A reform zsidóság Istenben való hite a gyakorlatban meglehetősen változatos a hitetlenségtől a kétkedésig, ezt általában mindenki személyes ügyének tekintik, de hivatalos álláspontjuk megegyezik a hagyományos zsidó istenképpel.
A zsidók nem hisznek a megtestesülésben (→ Jézus), és csak Istent imádják. Mózes volt a legnagyobb prófétájuk.
Az ortodox zsidók a teremtéstörténetet szó szerint értelmezik, azaz Isten a világot és az életet a semmiből teremtette, hat nap alatt, i. e. 3766-ban, Ádám és Éva volt az első emberpár, de néhányuk azt tartja, hogy a „nap” nem szükségszerűen a mai 24 órányi időszak volt, és vannak, akik úgy vélik, hogy a tudományos felfedezések nem mondanak ellent hitüknek, azok inkább Isten végtelen hatalma mellett tanúskodnak. A progresszív zsidók közül a legtöbben úgy gondolják, hogy a Bibliát jelképesen kell értelmezni, ezen kívül Isten teremtette és Ő vezérli a modern tudományok által feltárt összes jelenséget.
A hagyományos zsidóság hisz az „Eljövendő Világ”-ban (Olám Hábá), azaz az ígért és várt Szabadító korában és a halottak feltámadásában, de a hitek részleteikben eltérnek. Némelyek hiszik, hogy az igazak lelkei a mennybe (Gán Éden – Édenkert) kerülnek vagy újraszületnek, míg a gonoszok a saját maguk által készített pokolban szenvednek, vagy éppenséggel halva maradnak. Mások úgy hiszik, hogy Isten feltámasztja az igazakat, hogy a földön éljenek miután a Messiás megtisztította a világot a „Gonosztól”. A liberális zsidók is hisznek az eljövendő világban és a messiási korban, de nem hisznek egy személyes Messiásban. Az egyének személyes hite az életutáni részleteket illetően meglehetősen változatosak, és nincs semmilyen „hivatalos” álláspont sem. Némelyek hisznek mennyben és pokolban, de azokat csak tudat-állapotoknak tekintik, vannak akik hisznek az újraszületésben, vannak akik úgy hiszik, hogy Isten mindent megbocsát, de vannak olyanok is, akik egyáltalán nem hisznek egy valóságos életutáni létezésben. Ezektől függetlenül megállapítható, hogy a zsidóság figyelmének központjában általában az erényes életvitel áll, mintsem a halál utáni jutalom elnyerésének vágya.
A zsidók nem hisznek az eredendő bűnben. Az ortodox zsidóság úgy hiszi, hogy Isten a mindenkiben lévő gonosz hajlandóságként (Jécer Hárá), vagyis egyfajta hajlamosságként teremtette a Sátánt. Az emberek ugyanakkor a jóság felé is hajlamosak (Jécer Hátov) és tudatában vannak a jónak is, így Isten szabad akaratot adott mindenkinek, hogy engedelmességüket és hitüket megpróbálhassa. A reform zsidók a Sátánt legtöbbször a mindenkiben lévő önző vágyak jelképes képviseleteként értelmezik. Ők is úgy vélik, hogy Isten szabad akaratot adott mindenkinek, és az emberek felelősek cselekedeteikért.
A hagyományos zsidóság szerint a megváltás a hit, az Istenhez való folytonos imádkozás és az isteni parancsolatok szigorú betartásán keresztül érhető el. Ilyen a szombat megtartása, a kásrut (az étrendi korlátozások), a szegényeknek való adakozás, a "szeresd felebarátodat, mint önmagadat", valamint Isten üzenetének az emberiséghez életpéldán keresztüli eljuttatása – mely Isten "választott népének" legfőbb kötelessége. A bűnvallás és a megtérés jom kippur idején történik, mikor a zsidók böjtölnek, bocsánatot kérnek egymástól, és kötelezettségeket vállalnak a jövőbeni jó cselekedetek végzésére. A reform zsidóság szerint az életben a fő hangsúly az Istennek tetsző élet gyakorlásán van, mely hitük szerint bizonyára jutalmat kap vagy ebben az életben vagy a halál után. Általában úgy hiszik, hogy Isten mindent megbocsát, nincs is pokol ahová valakit ítéletre lehetne kárhoztatni. A megváltás szerintük a hit, az Istenhez való folytonos imádkozás, a jótékonykodás, a földért és emberiségért való aggódás, és mások háborításának elkerülése által valósulhat meg. A zsidó törvények betartásának mértéke azonban mindenkinek a lelkiismeretére van bízva.
A zsidó filozófia a szenvedést néha az Istenhez való ragaszkodás meggyengülésének tartja. Általánosságban úgy hiszi, hogy Isten azért adott az embereknek szabad akaratot, hogy érezhessék a gyönyört és a fájdalmat, az örömöt és bánatot, az ártatlanok szenvedése pedig jóra szolgál, még ha számunkra titokzatosnak is tűnik. Vannak, akik úgy hiszik, hogy Isten szenved a szenvedőkkel, mások (például a haszidok) szerint a szenvedés a korábbi életek bűneinek büntetése. Mindenesetre a legtöbben egyetértenek abban, hogy nem olyan fontos azt tudnunk, hogy miért engedi Isten a szenvedést, mint azt, hogy Isten megbünteti az elkövetőket.
A judaizmus szerint az élet a születést követő első lélegzetvétellel kezdődik. Az abortuszt súlyos bűnnek, vetéléshez vezető testi sértésnek tekinti, de nem gyilkosságnak. Egyéb parancsolatok alapján a bűn a terhesség első 40 napjában sokkal kisebb. A zsidó törvények a din rodef alapján megkövetelik az abortuszt, ha a terhesség az anya életét veszélyezteti, megindult szülés közben azonban a gyerek életének kioltása már az anya életének megóvása céljából is tilos.
Az ortodox zsidóság a homoszexualitást a Tóra az állatokkal fajtalankodáshoz hasonló, halálos bűnnek tekinti. A reformjudaizmus – mivel a homoszexuálisok is Isten teremtményei – a zsidó törvények utasításai alapján kötelezve érzik magukat „felebarátaik szeretetére” (3Mózes 19:18 ~ Vájikrá 19:18), részben emiatt őket egyetlen más judaista közösség sem ismeri el zsidó vallásúnak. A köztes - konzervatív, neológ - álláspontok is elítélőek, de jelentős átmenetek vannak, jellemzően csak a homoszexuális gyakorlatot ítélik el, a homoszexuális személyeket nem.

## A judaizmus iratai
Jeruzsálem 70-ben történt pusztulása, a Szentély megsemmisülése és a zsidó állam ezt követő megszűnése nyomán új szakasz kezdődött a zsidó nép életében. A judaizmus (vagy zsidó vallás) előzményének tekinthető a babiloni fogság utáni időben (az i. e. 4. századtól fogva) kialakult tekintélyelvű és hagyománytisztelő írástudomány. A zsidó-római háborúban (66-70) a Jeruzsálemi Templom, a Szentély pusztulásának megrendítő élménye és a papok szolgálatának megbénítása új és jelentős lépéshez vezetett a zsidóságon belül. A papok helyébe az írástudók, a rabbik léptek, akik – a héber szó eredeti jelentése szerint – a nép tanítómesterei lettek. Egyre jelentősebb szerephez jutottak a zsinagógák is, amelyek eredetileg a babilóniai száműzetés korában jöttek létre.
A tanítók rengeteg hagyományt őriztek meg és ezeket emlékezetből adták tovább. Nagyon ügyeltek arra, hogy a szöveg és a szóhasználat ne változzék. Magát a szóbeli hagyományt Misnának nevezték, amely mintegy százhúsz tudós nézeteit tartalmazta. A tudósok ezután egybeszerkesztették a különféle akadémiák vitáit és azok magyarázatát Gemárá néven. A Misna tehát a Tóra (Mózes öt könyve) magyarázata, a Gemárá pedig a Misna értelmezése. A Misna és a Gemára együtt alkotják a Talmudot (a héber szó jelentése: tanítás). A Jeruzsálemi Talmudot az i. sz. 4. század közepén szerkesztették össze, a Babilóniai Talmudot az i. sz. 499. esztendőben. A Talmudon általában ez utóbbit értik. Terjedelme: 63 kötet, egyenként több száz oldallal.

## Könyvek
- Hungarica Judaica sorozat – a magyarországi zsidóság története, szellemi életének emlékei és dokumentumai köréből részben tudományos, részben a szélesebb közönség számára eredeti és magyarra fordított munkák közzétételére (megjelent: Haraszti György: Magyar zsidó levéltári repertórium, Rasi: Két életrajz)